# 青春諸君!
『青春諸君!』（せいしゅんしょくん）は1979年10月9日から1980年3月25日までTBSで放送されたテレビドラマ。

## 概要
ある日人事異動で女子寮の寮長兼務を命じられた商社員と女子寮生たちがさわやかに繰り広げる笑いと涙と規律ある光景と様々な人間模様を描いた作品。

## キャスト
- 古谷一行（大野鞍馬）
- 多岐川裕美（川田いずみ）
- 中原理恵（岡本啓子）
- 渡辺篤史（吉岡）
- 伊佐山ひろ子（高木峰子）
- 門馬一浩（次郎）
- 長塚京三（大薮）
- 浜田寅彦（大薮の父）
- 佐々木桂子（文）
- 長尾深雪（香）
- 南美江（白川歌子）
- 小浜伸次（坂上）
- 名古屋章（駒田）
- 八木利美（えり）
- 森川正太（平林）
- 佐藤佑介（木内）
- 根上淳（川田重役）
- 江藤博利（本郷）
- 浅香光代（静子）
- 奈美悦子（まさ子・第10話）
- 谷村隆行（健一・第10話）
- 河原崎建三（深沢・第21話）

他

## スタッフ
- 脚本: 宮川一郎、桜井秀雄、黒土三男
- 演出: 山田高道、楠田泰之、松本健
- 主題歌: 「LOVE IS MUSIC」田中健
- 制作: 木下プロダクション・TBS

＊主題歌を歌った田中健は続編の『青春諸君!夏』で主人公を演じた。

## サブタイトル
| 回数 | 放送日        | サブタイトル                   | 脚本     | 演出     |
| ---- | ------------- | ------------------------------ | -------- | -------- |
| 1    | 1979年10月9日 | 女の中に男が一人の巻           | 宮川一郎 | 山田高道 |
| 2    | 10月16日      | ケイケン者だって!の巻          | 宮川一郎 | 山田高道 |
| 3    | 10月23日      | 鞍馬クン大奮戦の巻             | 宮川一郎 | 楠田泰之 |
| 4    | 10月30日      | のぞいちゃったの巻             | 宮川一郎 | 楠田泰之 |
| 5    | 11月6日       | ショックINGの巻                | 宮川一郎 | 山田高道 |
| 6    | 11月13日      | ウィ・あゝ・ハッピーの巻       | 桜井秀雄 | 山田高道 |
| 7    | 11月20日      | 知的求愛の方法の巻             | 宮川一郎 | 楠田泰之 |
| 8    | 11月27日      | 僕らは少年探偵団の巻           | 宮川一郎 | 楠田泰之 |
| 9    | 12月4日       | やったぜ!一発の巻              | 宮川一郎 | 山田高道 |
| 10   | 12月11日      | ぜったい・マイ・ウェイの巻     | 宮川一郎 | 山田高道 |
| 11   | 12月18日      | 君が心の歌の巻                 | 宮川一郎 | 楠田泰之 |
| 12   | 12月25日      | 会いたかった!の巻              | 宮川一郎 | 楠田泰之 |
| 13   | 1980年1月8日  | 二度とないチャンス!の巻        | 宮川一郎 | 山田高道 |
| 14   | 1月15日       | 美人イン・マイ・ベッドの巻     | 黒土三男 | 楠田泰之 |
| 15   | 1月22日       | 泣くな!探偵団の巻              | 宮川一郎 | 山田高道 |
| 16   | 1月29日       | 吠えろ!青春の巻                | 宮川一郎 | 松本健   |
| 17   | 2月5日        | ハロー!銀世界の巻              | 宮川一郎 | 山田高道 |
| 18   | 2月12日       | ネバー・マインド天中殺の巻     | 黒土三男 | 楠田泰之 |
| 19   | 2月19日       | 思いちがい恋ちがいの巻         | 宮川一郎 | 楠田泰之 |
| 20   | 2月26日       | アマゾンから来た男の巻         | 宮川一郎 | 楠田泰之 |
| 21   | 3月4日        | 理想の男性の巻                 | 黒土三男 | 山田高道 |
| 22   | 3月11日       | 意外、意外また意外の巻         | 宮川一郎 | 松本健   |
| 23   | 3月18日       | 君の胸のときめきが聞こえるの巻 | 宮川一郎 | 山田高道 |
| 24   | 3月25日       | さよなら俺の青春の巻           | 宮川一郎 | 山田高道 |